# 科克雷爾鎮區 (密蘇里州沙里頓縣)
科克雷爾鎮區（英語：Cockrell Township）是位於美國密蘇里州沙里頓縣的一個行政鎮區。

## 地方資料
科克雷爾鎮區的面積為90.84平方千米，當中陸地面積為90.25平方千米，而水域面積為0.59平方千米。根據2020年美國人口普查的數據，當地共有人口173人，而人口密度為每平方千米1.9人。